# Schlierbach (Austria)
Schlierbach è un comune austriaco di 2 868 abitanti nel distretto di Kirchdorf an der Krems, in Alta Austria. Vi sorgono l'abbazia di Schlierbach e la relativa collegiata, architetture di Carlo Antonio Carlone con stucchi di Giovanni Battista Carlone e affrescchi di Giovanni Carlone. La pala d'altare è di Franz Werner Tamm.

## Altri progetti

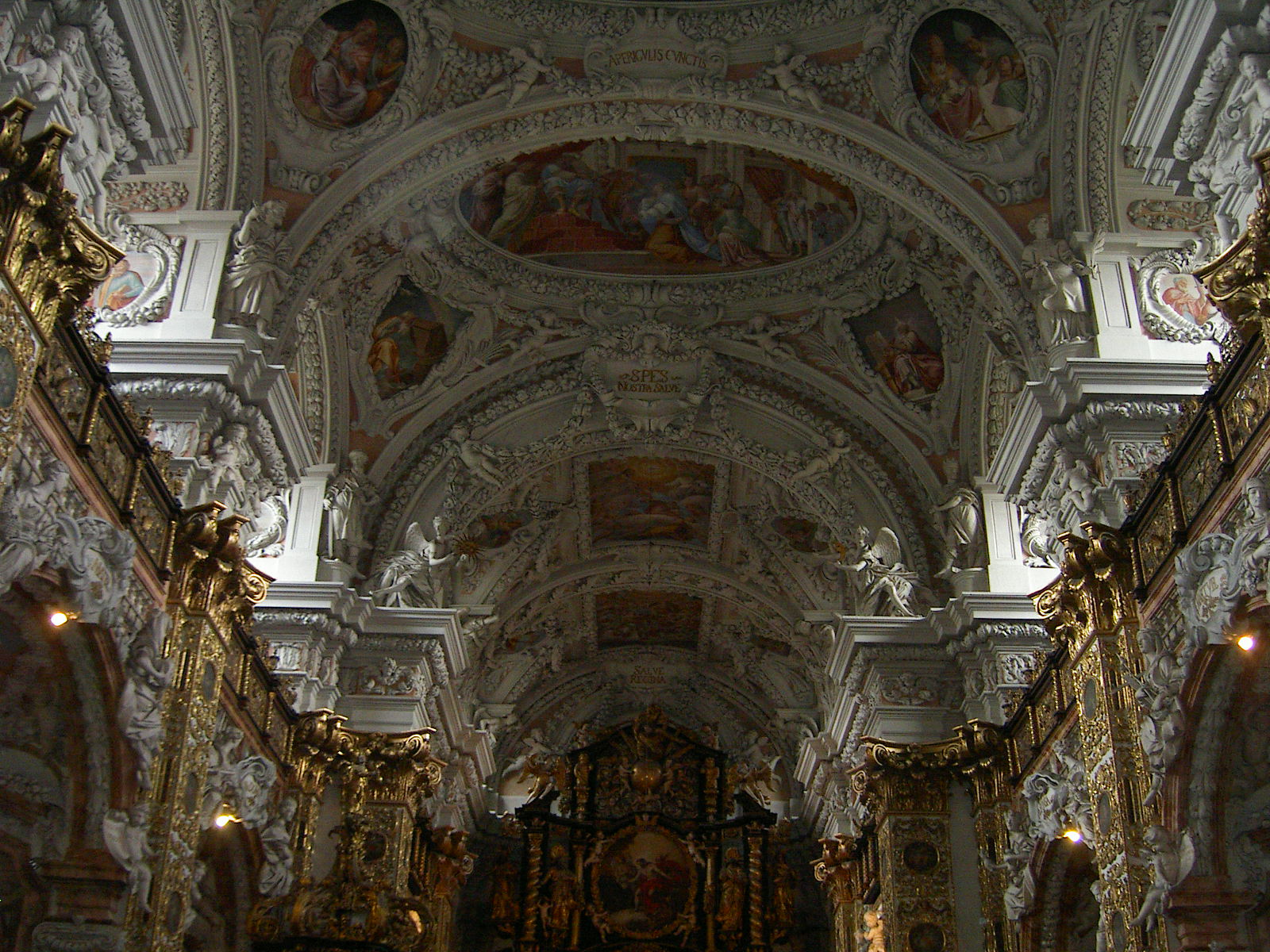
L'interno della collegiata